# Scolosanthus lucidus
Scolosanthus lucidus är en måreväxtart som beskrevs av Nathaniel Lord Britton. Scolosanthus lucidus ingår i släktet Scolosanthus och familjen måreväxter. Inga underarter finns listade i Catalogue of Life.